# Higuera de la Sierra

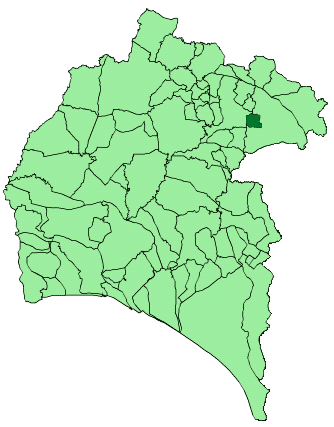
Localização de Higuera de la Sierra

Higuera de la Sierra é um município da Espanha na província de Huelva, comunidade autónoma da Andaluzia, de área 24 km² com população de 1392 habitantes (2007) e densidade populacional de 54,95 hab/km².

## Demografia
| Variação demográfica do município entre 1991 e 2004 | Variação demográfica do município entre 1991 e 2004 | Variação demográfica do município entre 1991 e 2004 | Variação demográfica do município entre 1991 e 2004 |
| --------------------------------------------------- | --------------------------------------------------- | --------------------------------------------------- | --------------------------------------------------- |
| 1991                                                | 1996                                                | 2001                                                | 2004                                                |
| 1330                                                | 1291                                                | 1284                                                | 1344                                                |